# Šimanovské rašeliniště
Šimanovské rašeliniště este o arie protejată (arie specială de conservare — SAC, sit de importanță comunitară — SCI) din Republica Cehă întinsă pe o suprafață de 4,76 ha, integral pe uscat.

## Localizare
Centrul sitului Šimanovské rašeliniště este situat la coordonatele 49°27′01″N 15°26′48″E / 49.450278°N 15.446667°E.

## Înființare
Situl Šimanovské rašeliniště a fost declarat sit de importanță comunitară în aprilie 2005 pentru a proteja 1 specie de plante. Situl a fost protejat și ca arie specială de conservare în august 2012.

## Biodiversitate
Situată în ecoregiunea continentală, aria protejată nu include niciun habitat protejat.
La baza desemnării sitului se află o specie protejată de  plante: Hamatocaulis vernicosus.